# ドリーナ姫童話―クイーン・ヴィクトリア冒険譚
『ドリーナ姫童話―クイーン・ヴィクトリア冒険譚』（ドリーナひめどうわ クイーン・ヴィクトリアぼうけんたん）は、もとなおこによる短編漫画、およびこれを表題作とした漫画短編集。

## 概要
2010年にもとなおこの短編集としてプリンセスコミックス（秋田書店）より発行された。1985年から2007年にかけて『プリンセスGOLD』、『月刊プリンセス』（秋田書店）において発表された短編が3編収録されている。

### 収録作品
1. ドリーナ姫童話―クイーン・ヴィクトリア冒険譚
2. 執事と奥様―in the Secret Garden―
3. 宇宙色ティータイム

## ドリーナ姫童話―クイーン・ヴィクトリア冒険譚
『月刊プリンセス』2007年5月特大号・6月号に掲載。104ページ。

### あらすじ
時は19世紀、ウィリアム4世治世下の英国。ヴィクトリア女王がドリーナ姫と呼ばれていた頃、王位継承権の問題で王宮では不穏な空気が流れていた。ドリーナ姫を見守る天使たちは地上に降り、手助けをするのであるが…。

## 執事と奥様―in the Secret Garden―
『プリンセスGOLD』2006年2月号掲載。65ページ。

### あらすじ
少年エドワードはフローラという名の少女と出会い、1年の間恋人であった。父が亡くなり少女と別れるが、8年後執事として仕えることになった屋敷にてフローラと再会する。だが、彼女は裕福な男と婚約していて、エドワードとフローラの間には身分という深い溝が生まれてしまっていた。しかし、彼女の夫は急死してしまい、彼女と息子クリスが残された…。

## 宇宙色ティータイム（そらいろティータイム）
『プリンセスGOLD』1985年7月25日増刊に掲載。16ページ。
本作が著者のデビュー作となった。本作の一部の設定は「リエギエンダ物語」（偕成社「コミックMOE」連載）へと受け継がれた。

### あらすじ
異国風の顔立ちの店主が経営するお紅茶専門の喫茶店「マジカル」は一風変わった店であり、 お手伝いロボット「アーム」にお茶を運ばせている。ある晩、喫茶店「マジカル」に「南」（なん）という名の少女が訪れ、彼女は店長に天体望遠鏡を購入したことを話す。その後、店主と宇宙に対する夢物語について盛り上がり、店主は帰り際に、南に夢月茶（ドリーム・ムーン・ティー）という一風変わった名前の茶葉をプレゼントする。南は家に帰り、友人と2人で夢月茶を飲みつつ星を見るが、月が3つ見えたり、月にウサギがいたり、幻覚を見るのであった。その頃、喫茶店の店長は、南に渡したお茶は夢月茶ではなく、幻覚作用のあるルーナッティックティーであったことに気づくのだが…。 

## 単行本
- もとなおこ 『ドリーナ姫童話―クイーン・ヴィクトリア冒険譚-』 秋田書店〈プリンセスコミックス〉、全1巻、2010年8月30日発売。ISBN 978-4-253-19048-0